# Santiaoshi
Santiaoshi (kinesiska: 三条石, 三条石街道) är ett stadsdelsdistrikt i Kina. Det ligger i storstadsområdet Tianjin, i den norra delen av landet, nära eller i stadens centrum. År 2019 inkorporerades stadsdelsdistriktet Dahutong.
Antalet invånare år 2010, före inkorporeringen av Dahutong, var 19 255. Befolkningen består av 9 043 kvinnor och 10 212 män. Barn under 15 år utgör 7,0 %, vuxna 15-64 år 81 %, och äldre över 65 år 11,0 %.